# Picnic Point, New South Wales
Picnic Point este o suburbie în Sydney, Australia.